# 富力R&F
富力R&F（英語：R&F）為中國足球會廣州富力的前附屬球隊，現已散班。曾於香港超級聯賽派員參賽，亦是當時唯一一支在港超作賽的香港境外球隊。2016年首次參戰港超聯，當時為只派出富力青年軍的魚腩部隊，僅僅護級成功。其後開始增大投資，並在最終球季以逾5,000萬班費之巨型班參賽，冠絕全港超。然而，縱使網羅港超一眾一線球星及友會外援，仍多次與錦標失諸交臂，最終在2020年10月14日，富力R&F突然宣布散班退出港超聯。通算成軍至解散四個球季，富力共投入逾1.3億班費，並以零冠軍成績作結。
富力R&F亦涉及球員欠薪及違約問題。由於宣佈散班時非常倉卒，甚至一眾球員皆不知情，亦表示只會與陣中複數年約的球員支薪至同年11月，令球員們非常徬徨，需要到勞工處求助。

## 球隊歷史

### 球隊簡介
富力以外地球會身份首次參與2016–17年香港超級聯賽，為符合香港足球總會董事局開出繳納100萬港幣「參賽費」冠名一項杯賽及「註8出3」的參賽要求，將會註冊8名香港本地球員，每場派出至少3位香港本地球員上陣，其餘為中國球員，不設外援。
由於富力為中國足球協會旗下球隊，無論獲得任何賽事排名，都不能夠代表香港參加亞洲賽事，包括及。R&F富力在2017–18球季將向香港足球總會支付30萬元贊助費，以原有內地球員班底及聘用八名半數為20歲以下香港本地球員作為主力，配以3名外援「註3出2」的外援參賽要求征戰2017–18年香港超級聯賽。

### 2016–17球季
R&F富力首次參戰，香港超級聯賽最終在11隊中排第10名。 

### 2017–18球季
R&F富力新一季班費預算1980萬港元，積極招兵買馬包括重金挖角簽下羅拔圖、基奧雲尼、伊達及周綽豐等本地戰將。然而香港足總容許R&F富力註冊三名外援，所以外援方面除了前南華中場麥高派路域來投，亦從中超一隊借來轉會費驚人的布鲁尼奥，並招攬了多名入籍港腳分別是中堅勞烈斯、中堅羅拔圖及攻擊中場伊達，配合93至98年出生的內地球員成軍。全季18場主，客賽事都會安排直播及轉播。
2017年6月27日，R&F富力宣布與自由人足球發展公司簽訂為期3至7年的合作協議，成立港超預備隊交給自由人管理，並與4名小將吳文軒、羅境曦、黃啟耀及洪流簽署職業合約，成為R&F富力預備隊的主力。如他們水準達標將提拔上港超聯R&F富力，有更出色表現便會升上中超的廣州富力，長遠希望培養更多出色的香港球員。

### 2018–19球季
富力於2017/18球季後大肆擴軍，並公佈2018/19球季班費高達五千萬港元，並以高薪向各支港超聯勁旅挖角。其中傑志於2018年5月31日向香港足球總會就有關R&F富力非法接觸球員丹尼作出投訴。R&F富力早前在未有通知的情況下直接與尚有合約在身球員丹尼接觸，並傾談轉會事宜。違反國際足協的規例。球隊先簽入楊正光擔任球隊主教練，同時陳俊樂以外借加盟方式來投，其他加盟球員均來自2017-18球季的「前四」隊伍。
2019年4月28日，在兩度改期之下，富力完成對凱景的港超聯賽事，並以99人刷新歷屆最低入場紀錄，是香港超級聯賽史上首現雙位入場數字。 而在5月4日，富力R&F在燕子崗體育場上演榜首大戰對陣和富大埔，大埔憑著辛祖於比賽尾段連入兩球上演大逆轉，2比1反勝，富力R&F親手將冠軍拱手相讓，同時富力R&F再次未有錦標結束球季。

### 2019-2020球季
6月簽入香港年青前鋒來自中西區足球隊陳嘉寶、傑志體育會中場林柱機、大埔足球會前鋒伊高沙托尼。7月簽入2名新外援，龍門謝家榮，後衛方柏倫及林衍廷，中場林樂勤。2019年8月31日作客大埔運動場，憑上半場38分鐘堤亞高·利安高，下半場57分鐘基奥雲尼、77分鐘林志堅、83分鐘梁諾恒四個入球，以四比一擊敗和富大埔，取得本季首勝。10月19日狂勝元朗八比零。季中高價從東方邀請中場林嘉緯加盟，加強下半季奪標本錢。2020年3月再簽入一名外援前鋒、增強攻力。
2020年6月宣佈為加強後防實力簽入三名後衛，方便主教練楊正光調動球員，包括現役港隊右閘徐宏傑、國援中堅符雲龍及外援中堅杜度。
2020年7月夏季轉會窗重開，離隊球員包括中堅梁諾恒、防守中場白鶴、攻擊中場林嘉緯、華人前鋒羅港威。南美外援前鋒亞古路及巴西前鋒利安高。加入球員包括守門員葉嘉宇、中堅馮慶燁、中場林恩許。
復賽後富力R&F接連失分，最後只能再一次未有錦標的情況下結束球季。
2020年10月14日，R&F富力宣布退出港超聯。所有職員及球員立即成為自由身，轉投其他八隊港超球隊，部份外援選擇離開香港，加盟其他國家職業聯賽。

## 人員名單（末代球季：2019/20）

### 管理及職員名單
| 位 置          | 名 稱 及 國 籍 |          |          |          |          |          |          |
| 管 理 層       | 管 理 層       | 管 理 層 | 管 理 層 | 管 理 層 | 管 理 層 | 管 理 層 | 管 理 層 |
| -------------- | -------------- | -------- | -------- | -------- | -------- | -------- | -------- |
| 副董事長       | 黃盛華         |          |          |          |          |          |          |
| 總經理         | 郭能培         |          |          |          |          |          |          |
| 富力競賽部專員 | 許世競         |          |          |          |          |          |          |
| 教 練 團       |                |          |          |          |          |          |          |
| 主教練         | 楊正光         |          |          |          |          |          |          |
| 助理教練       | 吳偉安         |          |          |          |          |          |          |
| 助理教練       | 王新輝         |          |          |          |          |          |          |
| 助理教練       | 麥尼爾         |          |          |          |          |          |          |
| 守門員教練     | 孫策           |          |          |          |          |          |          |
| 預備組教練     | 蘇來強         |          |          |          |          |          |          |
| 隊醫           | 劉益豪         |          |          |          |          |          |          |
| 翻譯           | 羅希           |          |          |          |          |          |          |
| 隊務           | 劉志興         |          |          |          |          |          |          |

### 球員名單（一隊）
| 球員註冊類別 | 球員註冊類別     |
| ------------ | ---------------- |
|              | 外援             |
|              | 亞洲外援         |
|              | 中國外援         |
|              | 多重國籍本地球員 |
|              | U-22青年球員     |

| 號碼   | 國籍   | 球員名字 | 出生日期 | 加盟年份 | 前效力球會 | 球員註冊類別 | 備註   |
| 守門員 | 守門員 | 守門員   | 守門員   | 守門員   | 守門員     | 守門員       | 守門員 |
| 後衛   | 後衛   | 後衛     | 後衛     | 後衛     | 後衛       | 後衛         | 後衛   |
| 中場   | 中場   | 中場     | 中場     | 中場     | 中場       | 中場         | 中場   |
| 前鋒   | 前鋒   | 前鋒     | 前鋒     | 前鋒     | 前鋒       | 前鋒         | 前鋒   |
| ------ | ------ | -------- | -------- | -------- | ---------- | ------------ | ------ |

### 外借球員
| 國籍 | 球員名字 | 位置 | 出生日期 | 外借球會 |
| ---- | -------- | ---- | -------- | -------- |

### 離隊一隊球員，管理層及職員名單
| 國籍                       | 球員名字                                        | 位置                       | 出生日期                   | 加盟球會                   |
| 夏季轉會窗                 | 夏季轉會窗                                      | 夏季轉會窗                 | 夏季轉會窗                 | 夏季轉會窗                 |
| 非轉會窗時期(冬季轉會窗後) | 非轉會窗時期(冬季轉會窗後)                      | 非轉會窗時期(冬季轉會窗後) | 非轉會窗時期(冬季轉會窗後) | 非轉會窗時期(冬季轉會窗後) |
| 冬季轉會窗                 | 冬季轉會窗                                      | 冬季轉會窗                 | 冬季轉會窗                 | 冬季轉會窗                 |
| 非轉會窗時期(冬季轉會窗後) | 非轉會窗時期(冬季轉會窗後)                      | 非轉會窗時期(冬季轉會窗後) | 非轉會窗時期(冬季轉會窗後) | 非轉會窗時期(冬季轉會窗後) |
| -------------------------- | ----------------------------------------------- | -------------------------- | -------------------------- | -------------------------- |
| 香港                       | 林嘉緯（Lam Ka Wai）                            | 中場                       | 1985年6月5日               | 標準流浪                   |
| 香港                       | 白鶴（Bai He）                                  | 中場                       | 1983年11月19日             | 退役                       |
| 哥伦比亚                   | 亞古路（Angulo Arroyo, Daniel Patricio）        | 前鋒                       | 1986年11月16日             | 奧倫塞                     |
| 巴西                       | 利安高（Tiago de Leonço）                       | 前鋒                       | 1992年11月11日             | 广州城                     |
| 香港                       | 謝偉俊（Tse Wai Chun）                          | 後衛                       | 1997年1月30日              | 標準流浪                   |
| 香港                       | 盧均宜（Lo Kwan Yee）                           | 後衛                       | 1984年10月9日              | 標準流浪                   |
| 香港                       | 方栢倫（Fong Pak Lun）                          | 後衛                       | 1993年4月14日              | 天水圍飛馬                 |
| 香港                       | 林衍廷（Lam Hin Ting）                          | 後衛                       | 1999年12月9日              | 愉園                       |
| 香港                       | 羅港威（Lo Kong Wai）                           | 中場                       | 1992年6月19日              | 深水埗                     |
| 香港                       | 麥富城（Mak Fu Shing）                          | 中場                       | 2000年11月14日             | 深水埗                     |
| 香港                       | 袁振昇（Yuen Chun Sing）                        | 前鋒                       | 1993年2月16日              |                            |
| 中国                       | 符雲龍（Fu Yunlong）                            | 後衛                       | 1995年3月18日              | 广州富力                   |
| 香港                       | 馮慶燁（Fung Hing Wa）                          | 後衛                       | 1992年12月12日             | 東方龍獅                   |
| 澳大利亚 · 香港            | 林恩許（Jared Christopher Lum Yan Hue）         | 中場                       | 1992年7月19日              | 東方龍獅                   |
| 香港                       | 徐宏傑（Tsui Wang Kit）                         | 後衛                       | 1997年1月5日               | 理文                       |
| 德国 · 香港                | 林志堅（Lam Zhi Gin Andreas）                   | 中場                       | 1991年6月4日               | 迪辛多夫                   |
| 巴西                       | 杜度（"Dudu", Luis Eduardo Chebel Klein Nunes） | 後衛                       | 1990年4月17日              | 東方龍獅                   |
| 香港                       | 謝家榮（Tse Ka Wing）                           | 守門員                     | 1999年9月4日               | 愉園                       |
| 香港                       | 勞烈斯（Lilley Nunez Vasudeva Das）             | 後衛                       | 1995年11月22日             | 梅州客家                   |
| 巴西                       | 伊高沙托尼（Igor Torres Sartori）               | 前鋒                       | 1993年1月8日               | 梅州客家                   |
| 布吉納法索                 | 艾達瑪·古拿（Adama Guira）                      | 中場                       | 1988年4月24日              | 桑德捷斯基                 |
| 香港                       | 羅拔圖（Roberto Orlando Affonso Júnior）        | 後衛                       | 1983年5月28日              | 傑志                       |
| 香港                       | 謝家強（Sean Tse）                              | 後衛                       | 1992年5月3日               | 傑志                       |
| 科特迪瓦                   | 迪布利（Serges Déblé）                          | 前鋒                       | 1989年10月1日              | 域堡                       |
| 中国                       | 周煜辰（Zhou Yuchen）                           | 守門員                     | 1995年1月12日              | 广州城                     |
| 香港                       | 林柱機（Matthew Thomas "Matt" Lam）             | 中場                       | 1989年9月10日              | 冠忠南區                   |
| 香港                       | 基奧雲尼（Giovane Alves da Silva）              | 前鋒                       | 1982年11月25日             | 廣西平果哈嘹               |

### 歷任總教練
- 楊正光（2018年一2020年）
- 吳耀星（2018年）
- 馬里科（2017年一2018年）
- 李志海（2016年一2017年）

### 歷任隊長 (港超)
- 羅拔圖（2017年－2020年）
- 塗東旭（2017年）
- 閔俊麟（2016年）
- 楊挺（2016年）

### 歷任隊長 (預備組)
- 許卓倫（2018年－2020年）
- 曾通明（2017年－2018年）

## 曾效力球員

### 本地球員
| 洪流   | 黃啟耀 | 吳文軒   | 羅境曦 | 林衍廷 | 周綽豐 | 曾健晃 |
| 袁振昇 | 卓耀國 | 林雲傑   | 劉德仁 | 張國明 | 梁家希 | 梁子成 |
| 陳嘉寶 | 謝家榮 | 葉嘉宇   | 盧均宜 | 林衍廷 | 林樂勤 | 方柏倫 |
| 荆騰   | 陳立明 | 李卓翰   | 曾通明 | 林俊生 | 伊達   | 福保羅 |
| 高梵   | 羅拔圖 | 基奧雲尼 | 羅港威 | 麥富城 | 黃子康 | 勞烈斯 |
| 徐宏傑 | 馮慶燁 | 謝家強   | 林志堅 | 林恩許 | 林柱機 | 謝偉俊 |
| 歐政樂 |        |          |        |        |        |        |

### 中國内地球員
| 趙銘   | 鐘柯   | 李鋭   | 朱迪   | 荆瑜   | 楊挺   | 倪波   |
| 李雷   | 鄺灝堃 | 項文俊 | 梁展浩 | 梁哲宇 | 梁永豐 | 畢廣恒 |
| 葉鋭文 | 黎宇揚 | 何子霖 | 閔俊麟 | 王洱多 | 鄧演霖 | 馬偉超 |
| 韋宗仁 | 塗東旭 | 陳梓榮 | 王洱多 | 鄧演霖 | 張嘉傑 | 龍文灝 |
| 陳佳奇 | 符雲龍 | 麥嘉鍵 | 黃浩軒 | 向嘉馳 | 裴晨淞 | 吳偉安 |
| 侯俊   | 梁永豐 | 寧安   | 王新輝 | 陳富海 | 姬向爭 | 周煜辰 |

### 外援球員
| 般連奴 | 利安高 | 伊高沙托尼 | 艾瑪臣 | 沙沙 | 麥高派路域 |

## 外部連結
- R&F富力官方網頁 - 港超聯新聞（页面存档备份，存于）
- 香港足球總會網頁球會資料（页面存档备份，存于）